# MozStorage
MozStorage je označení pro úložný systém založený na databázové knihovně SQLite, který je používán v aplikacích Mozilla pro ukládání uživatelských dat a postupně tak nahrazuje formát Mork. 